# Жура
Жу́ра (рос. Жура; рум. Jura) — село в Рибницькому районі в Молдові (Придністров'ї).
Неподалік від села діє пункт пропуску на кордоні з Україною Жура—Федосіївка.
Згідно з переписом населення 2004 року кількість українців — 1,4%.